# Eatonina subflavescens
Eatonina subflavescens är en snäckart som först beskrevs av Tom Iredale 1915.  Eatonina subflavescens ingår i släktet Eatonina och familjen Cingulopsidae. Inga underarter finns listade i Catalogue of Life.